# Frank Sheridan
Pour les articles homonymes, voir Sheridan.
Frank Sheridan est un acteur américain, né le 11 juin 1869 à Boston (Massachusetts), mort le 24 novembre 1943 à Los Angeles (quartier d'Hollywood, Californie).

## Biographie

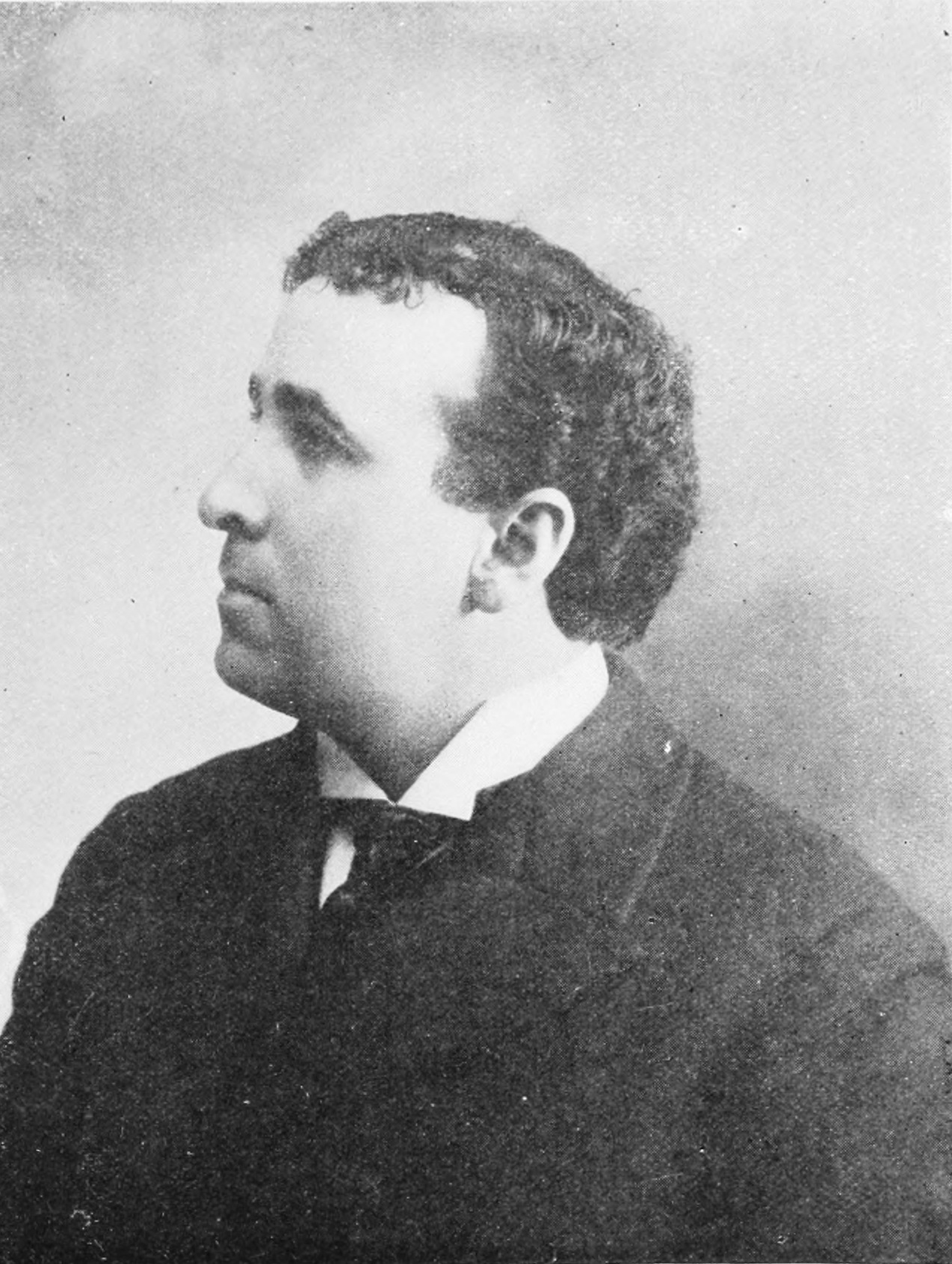
Sheridan (1903)

Entamant sa carrière au théâtre, il joue notamment à Broadway (New York) dans dix-neuf pièces, représentées entre 1897 et 1922. Mentionnons Plus que Reine d'Émile Bergerat (1900, avec Dustin Farnum et Joseph Kilgour), The Unwritten Law d'Edwin Milton Royle (1913, avec Frederick Burton) et Everyday de Rachel Crothers (1921-1922, avec Tallulah Bankhead et Henry Hull).
Au cinéma, il contribue à quinze films muets de 1915 à 1925, dont  La Nuit mystérieuse de D. W. Griffith (1922, avec Carol Dempster et Henry Hull).
Suivent soixante-et-onze films parlants sortis à partir de 1929, dont Âmes libres de Clarence Brown (1931, avec Norma Shearer et Leslie Howard), L'Homme que j'ai tué d'Ernst Lubitsch (1932, avec Lionel Barrymore et Phillips Holmes), The Witching Hour d'Henry Hathaway (1934, avec Guy Standing et John Halliday) et La Vie d'Émile Zola de William Dieterle (1937, avec Paul Muni et Gloria Holden).
Le dernier de ses quatre-vingt-six films américains est Vendredi 13 d'Arthur Lubin (avec Boris Karloff et Béla Lugosi), sorti en 1940, trois ans avant sa mort (en 1943, à 74 ans).

## Théâtre à Broadway (intégrale)

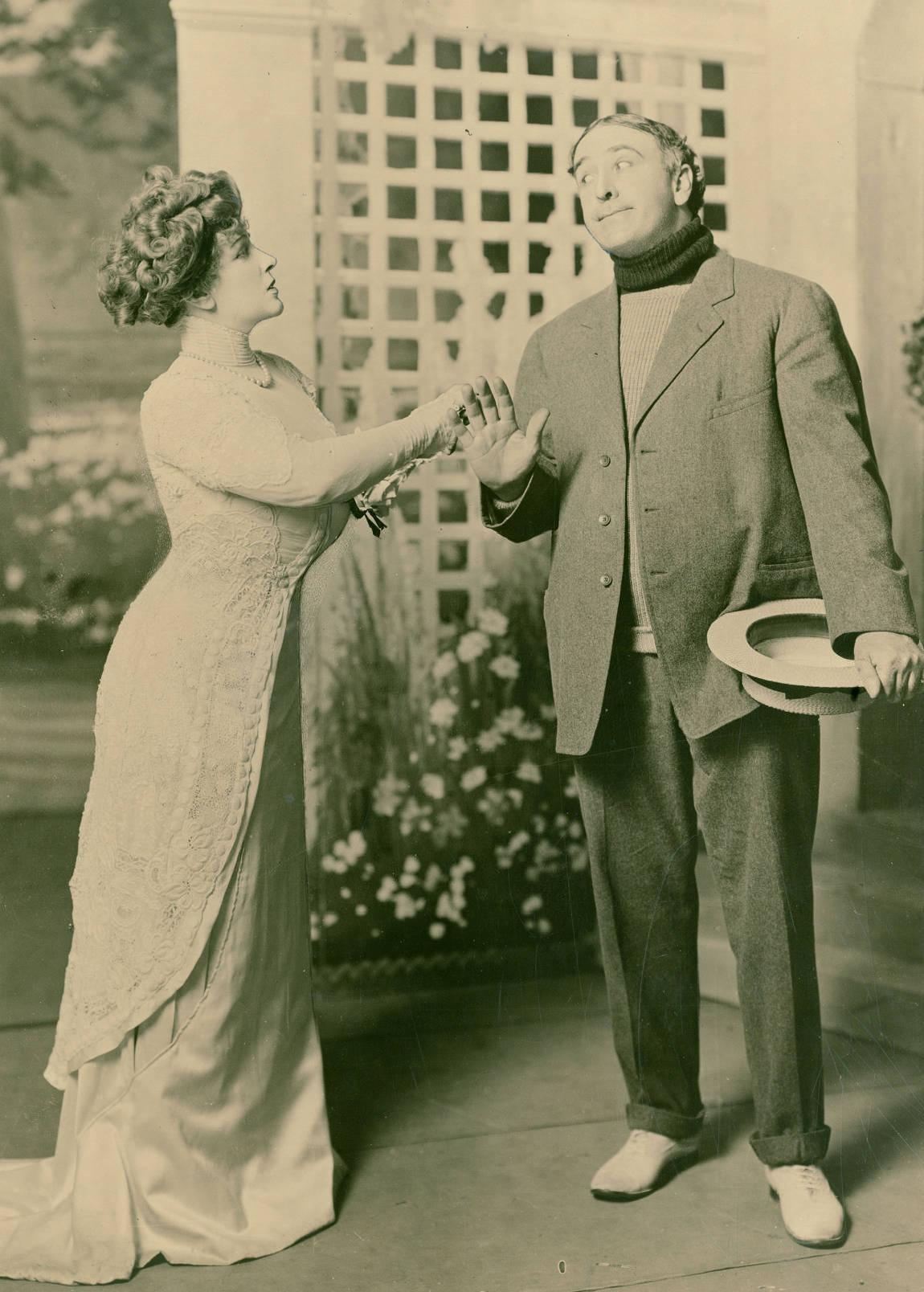
Avec Lillian Russell, dans Wildfire (Broadway, 1908)

- 1897 : The Indian de Lorimer Johnston : Allan Leech
- 1899 : A Young Wife de J. K. Tillotson
- 1900 : Marcelle d'Eugene W. Presbrey
- 1900 : Plus que Reine (More Than Queen) d'Émile Bergerat, adaptation de Charles Frederick Nirdlinger et Charles Henry Meltzer
- 1907 : Genesee of the Hills de Marah Ellis Ryan et McPherson Turnbull, mise en scène de Hugh Ford
- 1907 : The Mills of the Gods de George Broadhurst (en)
- 1907 : The Toymaker of Nuremberg d'Austin Strong, production de Charles Frohman
- 1908 : Paid in Full d'Eugene Walter : le capitaine Williams
- 1908 : Wildfire de George Broadhurst (en) et George V. Hobart
- 1909-1910 : The Next of Kin de Charles Klein
- 1911 : The Boss d'Edward Sheldon
- 1911-1912 : The Stranger de Charles T. Dazey
- 1912 : The Truth Wagon d'Hayden Talbot
- 1913 : The Unwritten Law d'Edwin Milton Royle : Larry McCarthy
- 1918 : Three Faces East d'Anthony Paul Kelly : Yeats
- 1921-1922 : Everyday de (et mise en scène par) Rachel Crothers : le juge Nolan
- 1922 : The Law Breaker de Jules Eckert Goodman : le père Spalding
- 1922 : Madeleine and the Movies de (et mise en scène et produite par) George M. Cohan : Callahan
- 1922 : Virtue(?) de William Everett : Robert Duncan

## Filmographie partielle

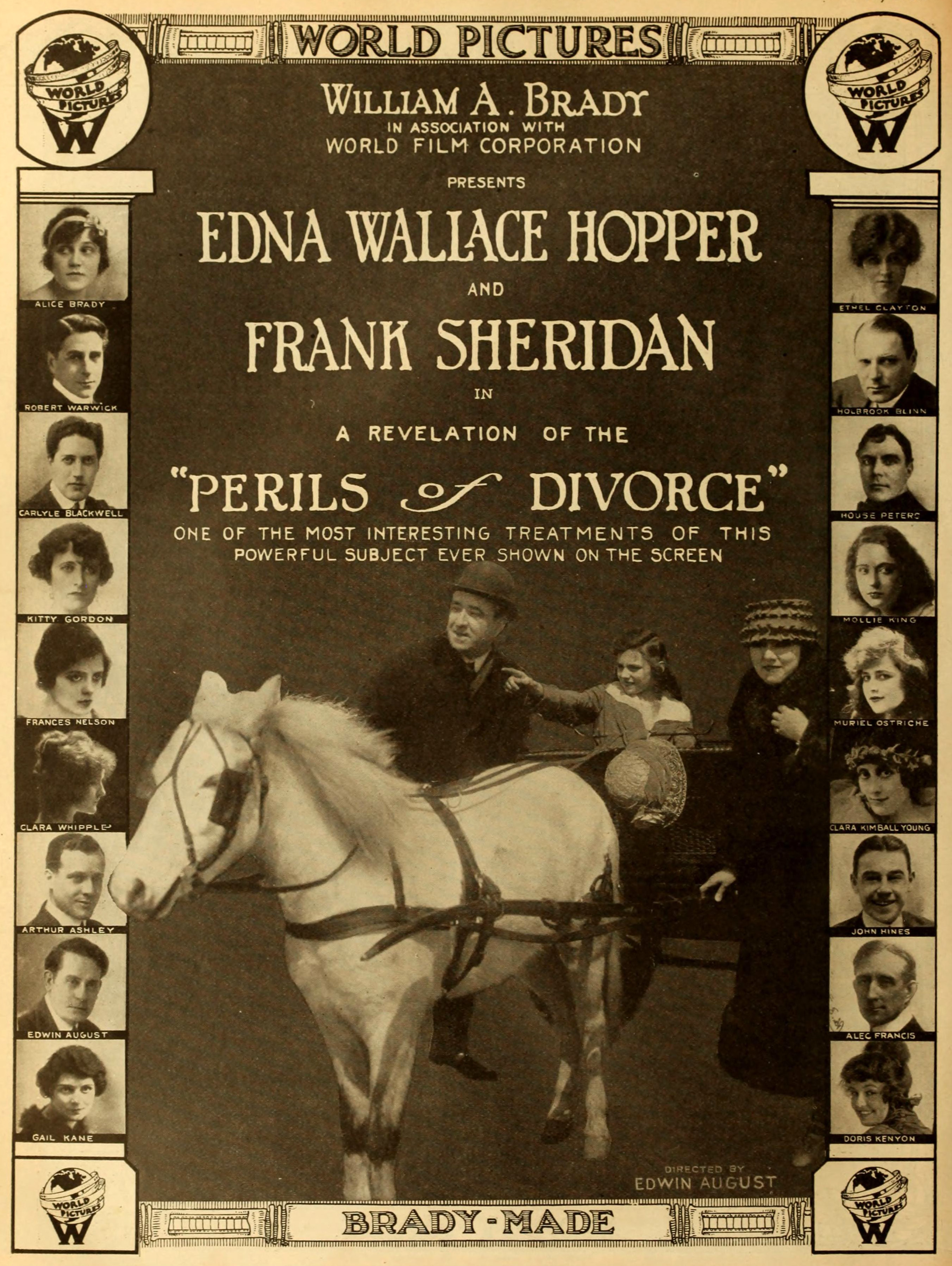
Dans The Perils of Divorce (1916, poster promotionnel)

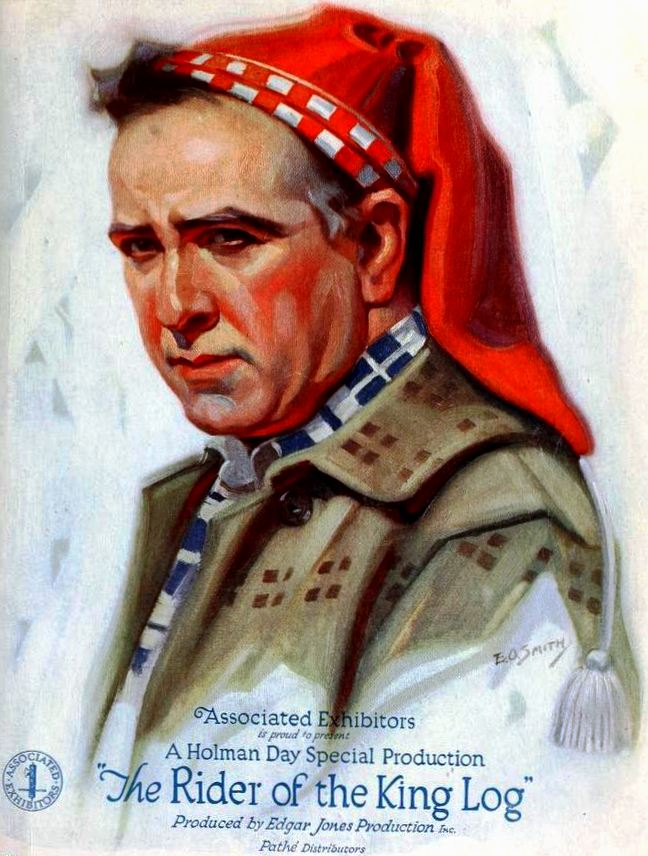
Dans The Rider of the King Log (1921, poster promotionnel)

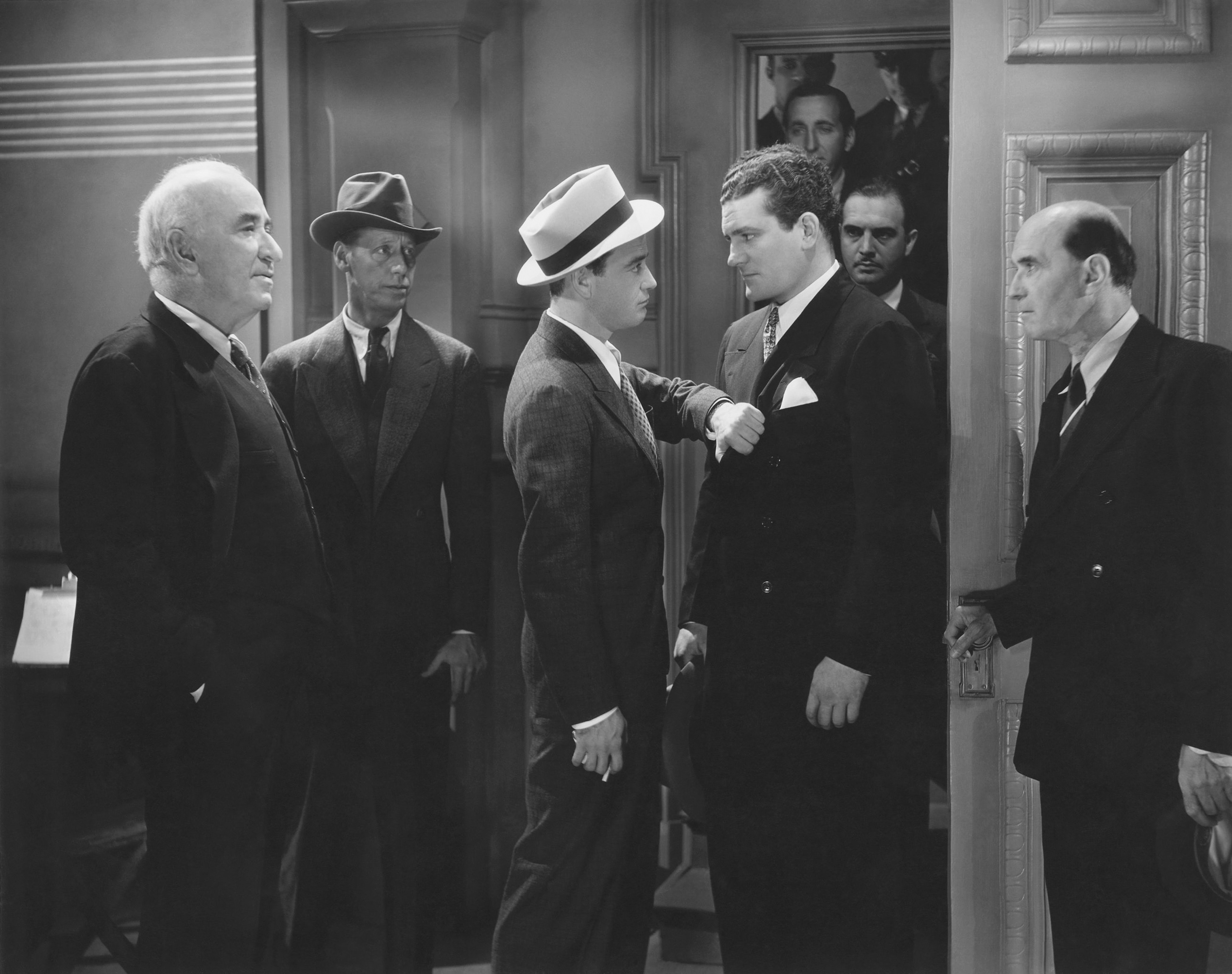
Au premier plan, de g. à d. : Frank Sheridan, Irving Bacon, Lew Ayres, Don Rowan et inconnu, dans Murder with Pictures (1936)

### Période du muet (1915-1925)
- 1915 : The Money Master (en) de George Fitzmaurice : John Haggleton
- 1916 : The Perils of Divorce d'Edwin August : John Graham
- 1917 : La vengeance m'appartient (Vengeance Is Mine) de Frank Hall Crane : Peter Van Brunt
- 1918 : L'Heure du pardon (Ruler of the Road) d'Ernest C. Warde : Hugh Tomlinson
- 1920 : La Fille de Malone (A Daughter of Two Worlds) de James Young : « Black » Jerry Malone
- 1921 : Le Roi des bûcherons (The Rider of the King Log) de Harry O. Hoyt : John Xavier Kavanagh
- 1922 : La Nuit mystérieuse (One Exciting Night) de D. W. Griffith : le détective
- 1923 : Le Mur (The Man Next Door) de Victor Schertzinger  : Curley

### Période du parlant (1929-1940)
- 1929 : L'Âge ardent (Fast Life) de John Francis Dillon : Warden
- 1929 : Le Dernier Voyage (Side Street) de Malcolm St. Clair : M. Tom O'Farrell
- 1930 : Danger Lights de George B. Seitz : Ed Ryan
- 1930 : The Other Tomorrow de Lloyd Bacon : Dave Weaver
- 1931 : Âmes libres (A Free Soul) de Clarence Brown : l'avocat de l'accusation
- 1931 : The Public Defender de J. Walter Ruben
- 1931 : Son gosse (Young Donovan's Kid) de Fred Niblo : Père Dan
- 1931 : Pénitencier de femmes (Ladies of the Big House) de Marion Gering : le directeur Hecker
- 1931 : The Flood de James Tinling : David Bruce, Sr.
- 1932 : Hors-bord C-67 (Speed Demon) de D. Ross Lederman
- 1932 : L'Homme que j'ai tué (Broken Lullaby) d'Ernst Lubitsch : le prêtre
- 1932 : Okay, America! de Tay Garnett : le commissaire de police
- 1932 : Révolte à Sing Sing (The Last Mile) de Samuel Bischoff : le directeur Frank Lewis
- 1933 : Le Tombeur (Lady Killer) de Roy Del Ruth : le chef de la police de Los Angeles O'Brien
- 1933 : Mama Loves Papa de Norman Z. McLeod
- 1933 : Celle qu'on accuse (The Woman Accused) de Paul Sloane : l'inspecteur Swope
- 1934 : The Witching Hour d'Henry Hathaway : le chef de la police
- 1934 : Patte de chat (The Cat's-Paw) de Sam Taylor : le commissaire Dan Moriarity
- 1934 : L'Homme de quarante ans (Upperworld) de Roy Del Ruth : l'inspecteur Kellogg
- 1934 : Le Ministère des amusements (Stand Up and Cheer!) de Hamilton MacFadden : un sénateur
- 1934 : La Veuve joyeuse (The Merry Widow) d'Ernst Lubitsch : un juge
- 1934 : Les Amants fugitifs (Fugitive Lovers) de Richard Boleslawski : le chef de la police
- 1935 : Toute la ville en parle (The Whole Town's Talking) de John Ford : Russell
- 1935 : Émeutes (Frisco Kid) de Lloyd Bacon : le directeur Mulligan
- 1935 : Romance in Manhattan de Stephen Roberts : l'inspecteur des douanes
- 1935 : Sixième Édition (Front Page Woman) de Michael Curtiz : le directeur de la prison
- 1936 : Calibre neuf millimètres (Murder with Pictures) de Charles Barton : le chef de la police
- 1936 : The Little Red Schoolhouse de Charles Lamont : le directeur Gail
- 1936 : Conflit (Conflict) de David Howard : Sam Steubner
- 1936 : The Voice of Bugle Ann de Richard Thorpe : l'oncle Nathan
- 1936 : San Francisco de W. S. Van Dyke : un membre fondateur du club
- 1937 : La Vie d'Émile Zola (The Life of Emile Zola) de William Dieterle : M. Van Cassell
- 1937 : La Vie privée du tribun (Parnell) de John M. Stahl : le shérif
- 1937 : Septième District (The Great O'Malley) de William Dieterle : le père Patrick
- 1937 : Le Chant du printemps (Maytime) de Robert Z. Leonard : le directeur de l'opéra O'Brien
- 1938 : City Streets d'Albert S. Rogell : le père Ryan
- 1940 : Vendredi 13 (Black Friday) d'Arthur Lubin : le chapelain de la prison